# Богра (город)
Богра (бенг. বগুড়া) — город в Бангладеш, административный центр одноимённого округа и подокруга Богра-Садар.

## Географическое положение
Высота центра города составляет 23 метра над уровнем моря.

## Демография
Население города по годам:
| 1974   | 1991    | 1996    | 2001    | 2010    |
| ------ | ------- | ------- | ------- | ------- |
| 47 154 | 164 114 | 200 871 | 210 038 | 260 165 |